# Anidolyta spongotheras
Anidolyta spongotheras is een slakkensoort uit de familie van de Tylodinidae. De wetenschappelijke naam van de soort is voor het eerst geldig gepubliceerd in 1980 door Bertsch.